# Sylvia Fedoruk
Sylvia Olga Fedoruk, OC, SOM (ur. 5 maja 1927 w Canora, zm. 26 września 2012 w Saskatoon) -  kanadyjska fizyk i curlerka, była Gubernator porucznik Saskatchewanu.

## Życiorys
Fedoruk urodziła się w Canora, w rodzinie ukraińskich imigrantów. Studiowała na Uniwersytecie Saskatchewanu, w 1949 zrobiła licencjat z fizyki, następnie w 1951 Master of Arts.
Była głównym fizykiem medycznym w Klinice Nowotworów Złośliwych Saskatoon oraz jednym z dyrektorów w Klinice Nowotworów Złośliwych Saskatchewanu. Jest profesorem onkologii. Była zaangażowana w pierwsze uzyskanie kobaltu-60 i wynalezienie pierwszych maszyn skanujących w medycynie nuklearnej.
Sylvia Fedoruk była pierwszą kobietą jako członek Kanadyjskiego Komitetu Bezpieczeństwa Nuklearnego. 
W latach 1986–1989 była rektorem Uniwersytetu Saskatchewan. 
Fedoruk była wicekapitanem w drużynie Joyce McKee, która wygrała w 1961 pierwsze mistrzostwa Kanady kobiet w curlingu. W latach 1971–1972 piastowała urząd prezydenta Kanadyjskiego Związku Curlingu Kobiet. Została włączona do Canadian Curling Hall of Fame w 1986, w tym samym roku przyznano jej Order Zasługi Saskatchewanu. 
Rok później została odznaczona Orderem Kanady (Officer). 
Od 1988 do 1994 była Gubernatorem porucznikiem Saskatchewanu. 
W latach 90. XX wieku, na jej cześć jedną z nowo powstałych dróg w Saskatoon nazwano Fedoruk Drive. Droga znajduje się w północno-wschodniej dzielnicy Silver Springs.